# Xiêng My
Xiêng My là một xã thuộc huyện Tương Dương, tỉnh Nghệ An, Việt Nam.
Xã Xiêng My có diện tích 122,52 km², dân số năm 2007 là 2.776 người, mật độ dân số đạt 23 người/km².